# FMW川崎球場大会
FMW川崎球場大会（FMWかわさききゅうじょうたいかい）は、1989年から2002年まで存在した、日本のプロレス団体FMWが1991年から2001年の10年間に渡り、川崎球場で行った興行である。同団体はこの興行をビッグマッチとして計7回開催しており、FMWの歴史に残る名勝負・名シーンを生み出してきた。興行を行う日が5月5日が多かったことから、5月5日＝FMW 川崎球場と感じるファンも少なくない。ここではFMWの他に、FMW崩壊後の系列団体でもあるWEW→冬木軍プロモーション（後のアパッチプロレス軍）が行った興行も記載する。

## FMW
1991年9月23日
「カ・ワ・サ・キ・リーグ」最終戦 観衆33,221人
- ○江崎英治 vs ●本田雅史
- バトルロイヤル(8人参加)○里美和 vs ●土屋恵理子
- ○ザ・シューター & ホーレス・ボーダー vs ●キム・ヒュンハン & ジミー・バックランド
- アミーゴ・ウルトラ、市原昭二&○ウルトラマン・シート vs パンディータ、上野幸秀&●パンディータ・チキート
- WWA世界女子選手権試合（インディアンストラップ・テキサスデスマッチ）

○(c)コンバット豊田 vs ●レジー・ベネット
- 異種格闘技戦

○グンダレンコ・テレチコワ vs ●工藤めぐみ
- ストリートファイト・ダブル坦架デスマッチ

○ビッグ・タイトン、ザ・グラジエーター vs ●サンボ浅子、リッキー・フジ
- ノーロープ有刺鉄線金網電流爆破デスマッチ（テキサスデスマッチルール）

○大仁田厚 vs ●ターザン後藤
1994年5月5日
「背水の陣」最終戦 川崎球場 観衆52,000人
- ○黒田哲広 vs ●五所川原吾作
- ○超電戦士バトレンジャーZ、中川浩二&田中正人 vs ザ・グレート・サスケ、●中島半蔵&獅龍
- コンバット豊田、○クラッシャー前泊& シャーク土屋 vs イーグル沢井、立野記代&●遠藤美月
- サンボ浅子、○ミスター雁之助 vs 鶴見五郎、●保坂秀樹
- 異種格闘技戦 3分5R

○上田勝次 vs ●新山勝利
- サブゥー、○ダミアン vs ドクター・ルーサー、●ヨネ原人
- WWA世界女子・インディペンデントワールド世界女子選手権試合

○(c)工藤めぐみ vs ●堀田祐美子
- ビッグ・タイトン、○ザ・グラジエーター&リッキー・フジ vs 冬木弘道、邪道、●外道
- ノーフォールマッチ

○テリー・ファンク vs ●ザ・シーク
- 世界ブラスナックルタッグ選手権試合

ミスター・ポーゴ、○大矢剛功 vs ターザン後藤、●松永光弘
- ノーロープ有刺鉄線金網電流爆破デスマッチ

○天龍源一郎 vs ●大仁田厚

## WEW
2002年5月5日
「WEWプロレス旗揚げ戦」 観衆16,800人

## 冬木軍プロモーション
2003年5月5日
「冬木弘道プロデュース、理不尽ロードファイナル」 観衆18,500人
2004年5月5日
「冬木軍プロモーション〜最終興行〜 理不尽MANIA」 観衆8,250人